# At the Library
«At the library» es la canción que abre el primer álbum de estudio de la banda de punk rock, Green Day, llamado en ese entonces Sweet Children. La canción es un tema suave y rápido con claras influencias de The Ramones. Era tocada con frecuencia en los primeros años de la banda. 
Es una de las primeras canciones del grupo y también fue incluida en el álbum recopilatorio 1,039/Smoothed Out Slappy Hours. Originalmente fue titulada como "At the Library with Waba Sé Wasca", este nombre fue puesto por Al Sobrante.

## Personal
- Billie Joe Armstrong - Guitarra, vocalista
- Mike Dirnt - Bajo, coros
- Al Sobrante - Batería

- Datos: Q6390360